# Vasily Vasilyevich Kandinsky
Vasily Kandinsky (tiếng Nga: Василий Кандинский, tên được phát âm là [vassi:li]; 16 tháng 12 năm 1866 - 13 tháng 12 năm 1944) là một họa sĩ, thợ in và nhà lý luận nghệ thuật người Nga. Ông là một trong những nghệ sĩ nổi tiếng nhất thế kỷ 20, thuộc trường phái biểu hiện và cũng được tôn vinh với những tác phẩm thuộc trường phái trừu tượng hiện đại đầu tiên trên thế giới.

## Tiểu sử

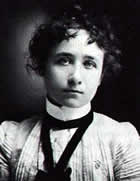
Gabriele Münter, 1900

Sinh tại Moskva trong một gia đình doanh thương với trà, nhưng Kandinsky lại trải qua tuổi thơ tại Odessa. Thuở nhỏ, ông đã được cho học vẽ và họa. Sau khi lấy tú tài, ông học ngành luật, kinh tế và dân tộc học tại Đại học Moskva và lấy bằng tiến sĩ luật ở đó. Tuy được đề nghị trở thành giáo sư tại Đại học Dorpat năm 1896 - Kandinsky lại lựa theo ngành vẽ.
Năm 1896, Kandinsky tới sống tại München và học tại trường vẽ tư của Anton Ažbe và sau đó từ năm 1900 tại Cao đẳng nghệ thuật München với Franz von Stuck.

### Lập nhóm Phalanx và đính hôn với Gabriele Münter
1901 ông cùng sáng lập với Wilhelm Hüsgen và các nghệ sĩ khác nhóm Phalanx và điều hành trường vẽ và họa cùng tên. Tuy nhiên, vì không được hưởng ứng cho lắm nên chỗ triển lãm và trường vẽ 1904 phải đóng cửa. Trong khi dạy học ở đó ông ta gặp bà Gabriele Münter, mà trở thành người bạn đời của ông. 
1902, Kandinsky triển lãm lần đầu tiên ở Berliner Secession. Trong năm 1903 tới 1904 ông đi du lịch ở Ý, Hà Lan và Bắc Phi, và thỉnh thoảng về thăm Nga. Từ năm 1904 ông có triển lãm tại Salon d’Automne ở Paris. 1906 tới 1907 ông cùng ở với bà Münter ở thành phố Sèvres gần Paris. Sau khi cả hai 1908 về trở lại München, vào mùa xuân họ tới làng Lana ở Nam Tirol, vẫn vẽ tranh theo kiểu Trường phái hậu ấn tượng.

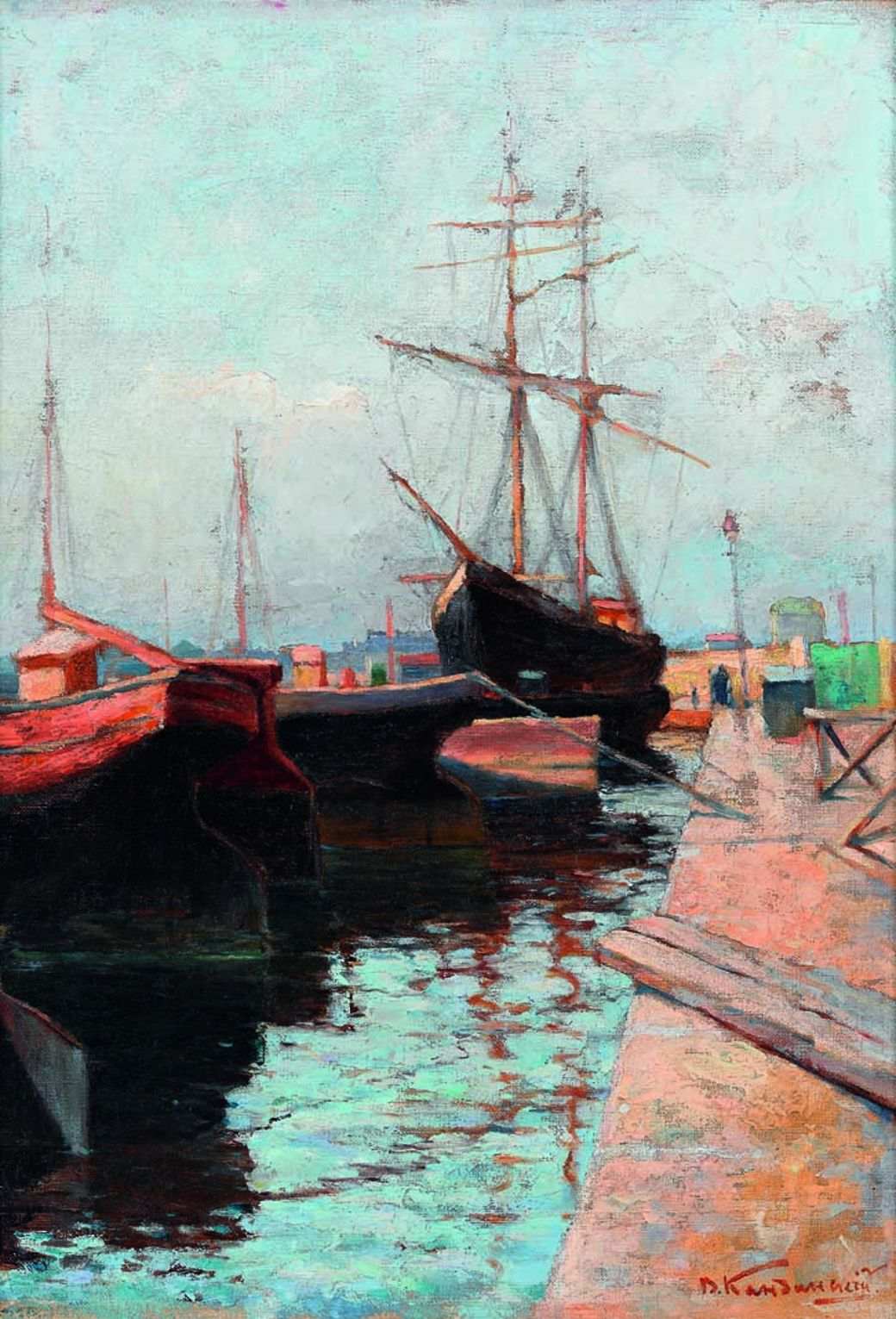
Cảng Odessa, 1898
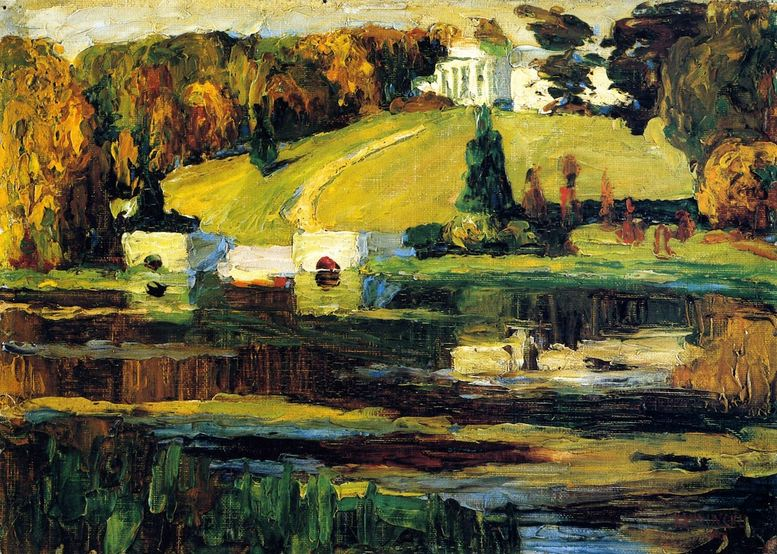
Akhtyrka, 1901
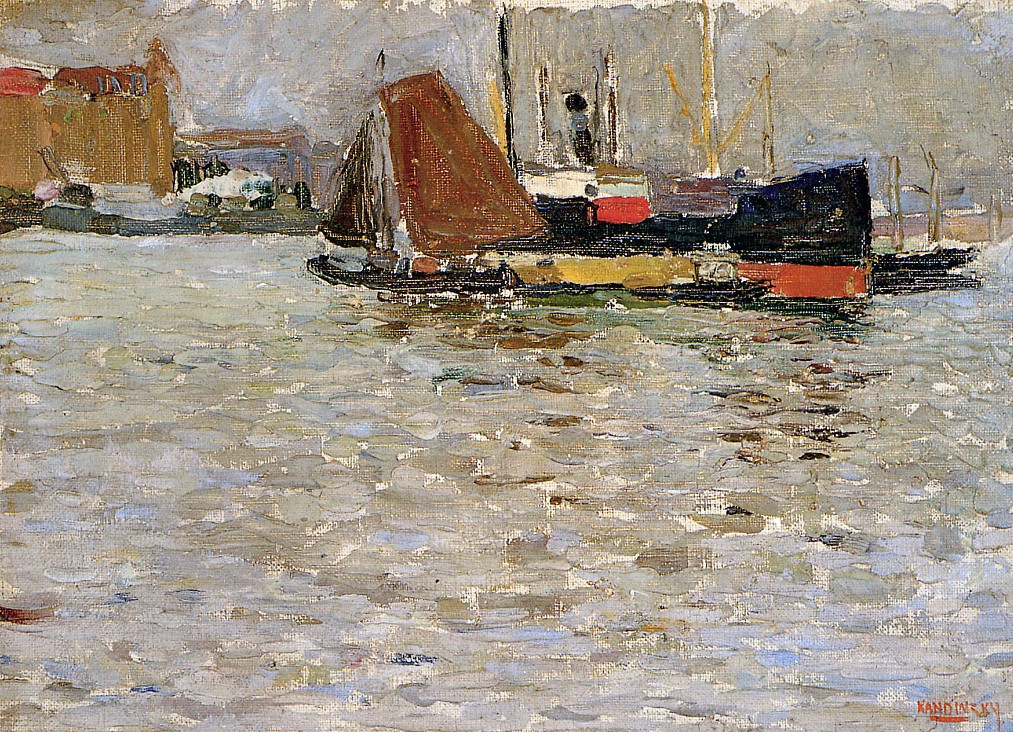
Mặt trời ở Rotterdam, 1906
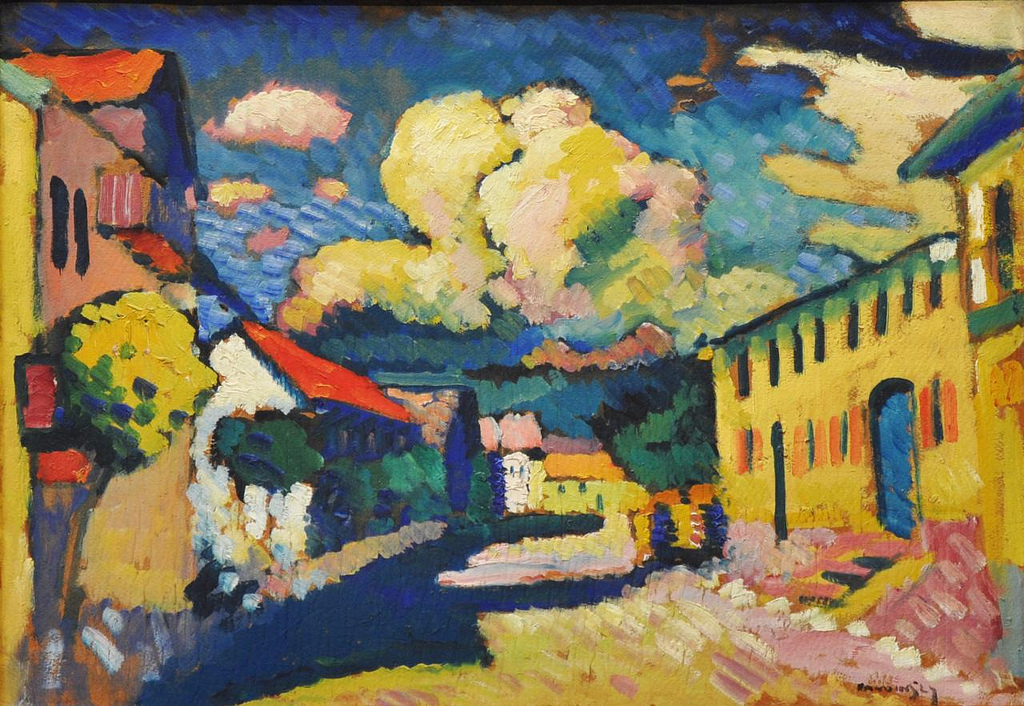
Murnau, Dorfstrasse (đường làng), 1908
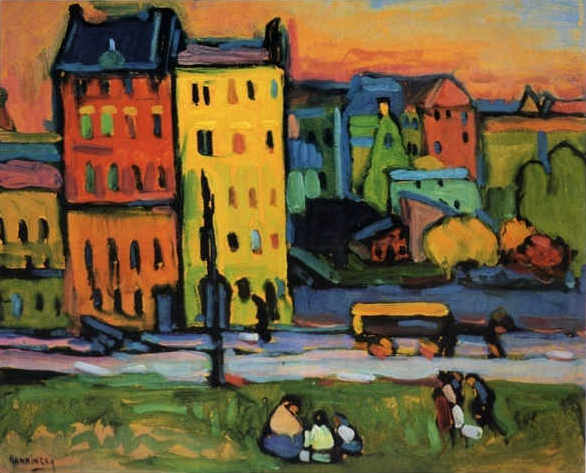
Nhà ở München, 1908
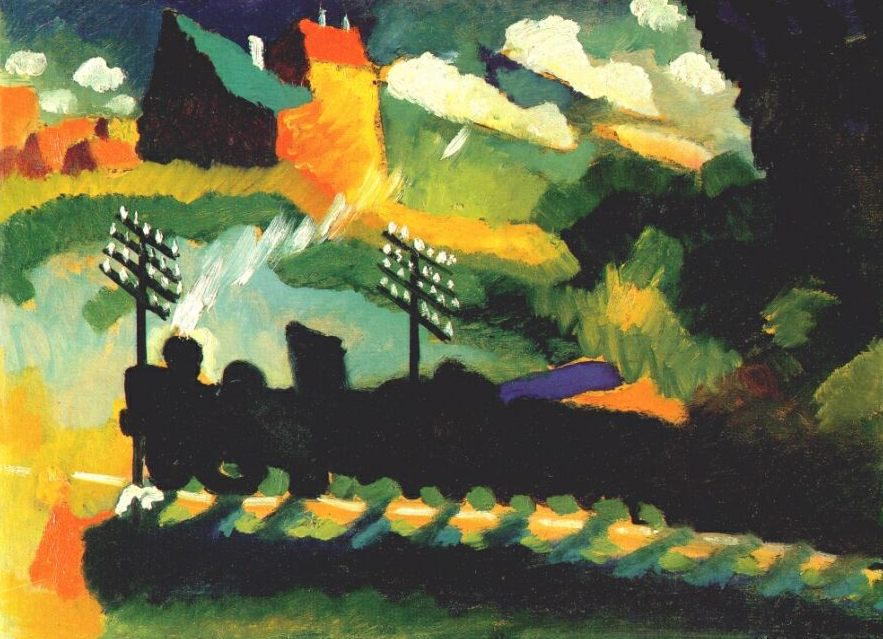
Murnau, xe lửa & lâu đài, 1909

Kandinsky dạy ở trường nghệ thuật Bauhaus ở Weimar từ 1922 cho tới khi chính quyền phát xít đóng cửa trường vào năm 1933. Kandinsky sau đó tới Pháp sống quãng thời gian cuối của cuộc đời và trở thành công dân Pháp năm 1939. Kandinsky qua đời tại Neuilly-sur-Seine, ngoại ô thành phố Paris vào ngày 13/12/1944.